# Place Verte (Verviers)
Pour l’article homonyme, voir Place Verte.
La place Verte est l'une des plus grandes et des plus importantes places du centre de la ville de Verviers (province de Liège, Belgique).

## Historique
Au XVIIIe siècle (carte Ferraris de 1777) , la place apparaît dans ses dimensions actuelles. Elle figure comme un espace arboré. Elle a été complètement rénovée pendant plusieurs années. Les travaux d'aménagement ont été achevés en 2022.

## Localisation et description
Cette place plate et toute en longueur (environ 160 m sur 40 m) du centre de Verviers relie Crapaurue à la rue Xhavée. Les côtés ouest et est de la place sont respectivement prolongées par les rues Pont-Saint-Laurent et Pont-aux-Lions. Ces deux artères mènent à la place voisine du Martyr située environ 70 mètres plus au nord. Les parties nord et centrale sont piétonnes.

## Patrimoine
La place est bordée par plusieurs immeubles d'architecture néo-classique du XIXe siècle comme ceux situés des nos 27 à 35 et au no 48.
La fontaine Pierre David est un monument sculpté par Clément Vivroux en 1883, en calcaire et fonte peinte, en mémoire du maire et bourgmestre verviétois Pierre David (1771-1839).

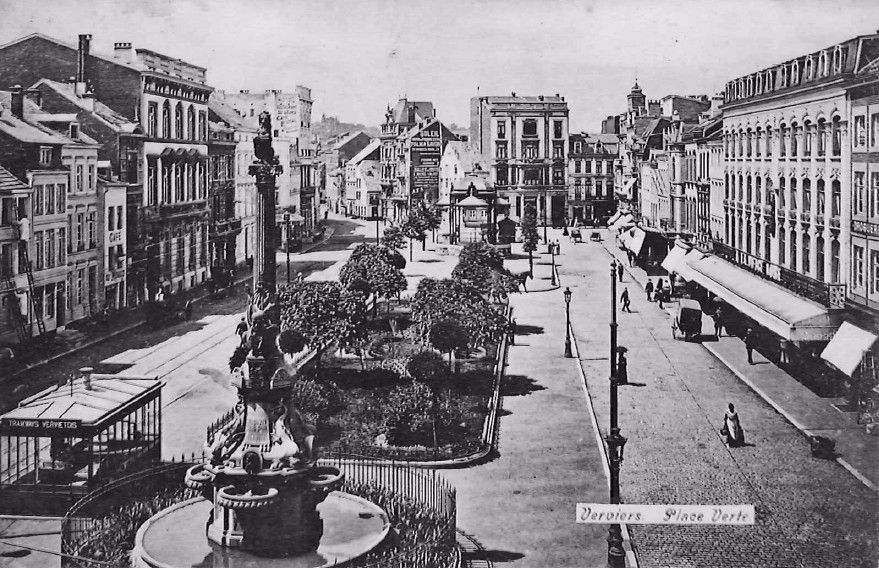
La place Verte vers 1900

## Rues adjacentes
- Crapaurue
- Pont-aux-Lions
- Rue des Martyrs
- Rue de Rome
- Rue Xhavée
- Pont-Saint-Laurent

## Activités
La place a une fonction principale de zone commerciale, récréative et résidentielle.